# 青春残酷物語
『青春残酷物語』（せいしゅんざんこくものがたり）は、1960年（昭和35年）6月3日に公開された大島渚監督による日本映画。松竹製作。
反体制的なテーマで青春群像を描いたこの映画から、“松竹ヌーヴェルヴァーグ”という言葉が生まれた。

## 出演者

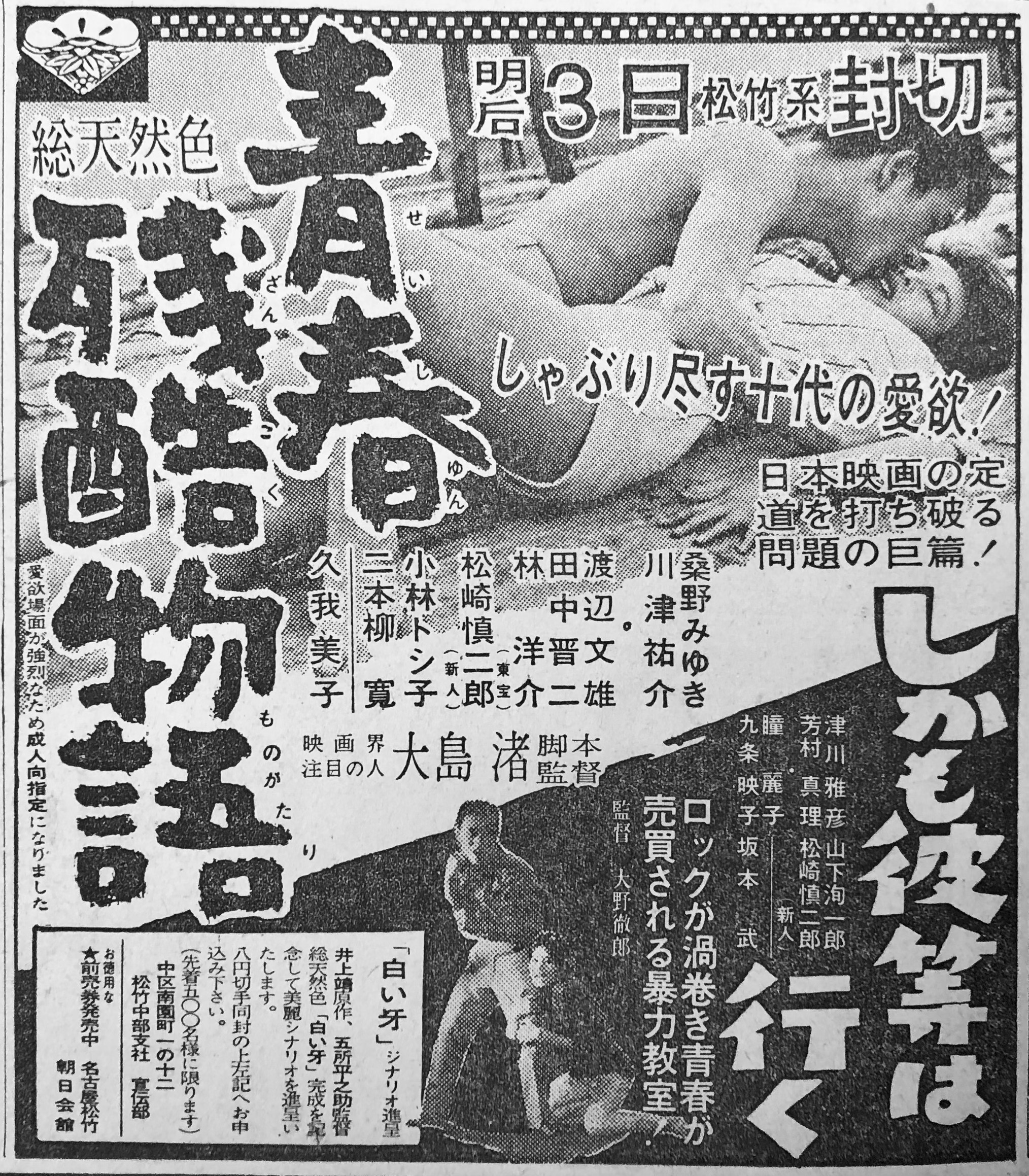
新聞広告

- 新庄真琴 - 桑野みゆき
- 藤井清 - 川津祐介
- 新庄由紀 - 久我美子
- 新庄正博 - 浜村純
- 坂口政枝 - 氏家慎子
- 石川陽子 - 森島亜樹
- 伊藤好巳 - 田中晋二
- 西岡敏子 - 富永ユキ
- 秋本透 - 渡辺文雄
- 吉村茂子 - 俵田裕子
- 下西照子 - 小林トシ子
- 松木明 - 佐藤慶
- 樋上功一 - 林洋介
- 寺田登 - 松崎慎二郎
- 津田春子 - 堀恵子
- ぐれん隊の男 - 水島信哉
- シボレーの男 - 春日俊二
- パッカードの紳士 - 山茶花究
- マーキュリーの紳士 - 森川信
- フォードの男 - 田村保
- 取調べの刑事 - 佐野浅夫
- 清の兄 - 城所英夫
- 紳士 - 二本柳寛